# 자이르지뉴 로젠스트루이크

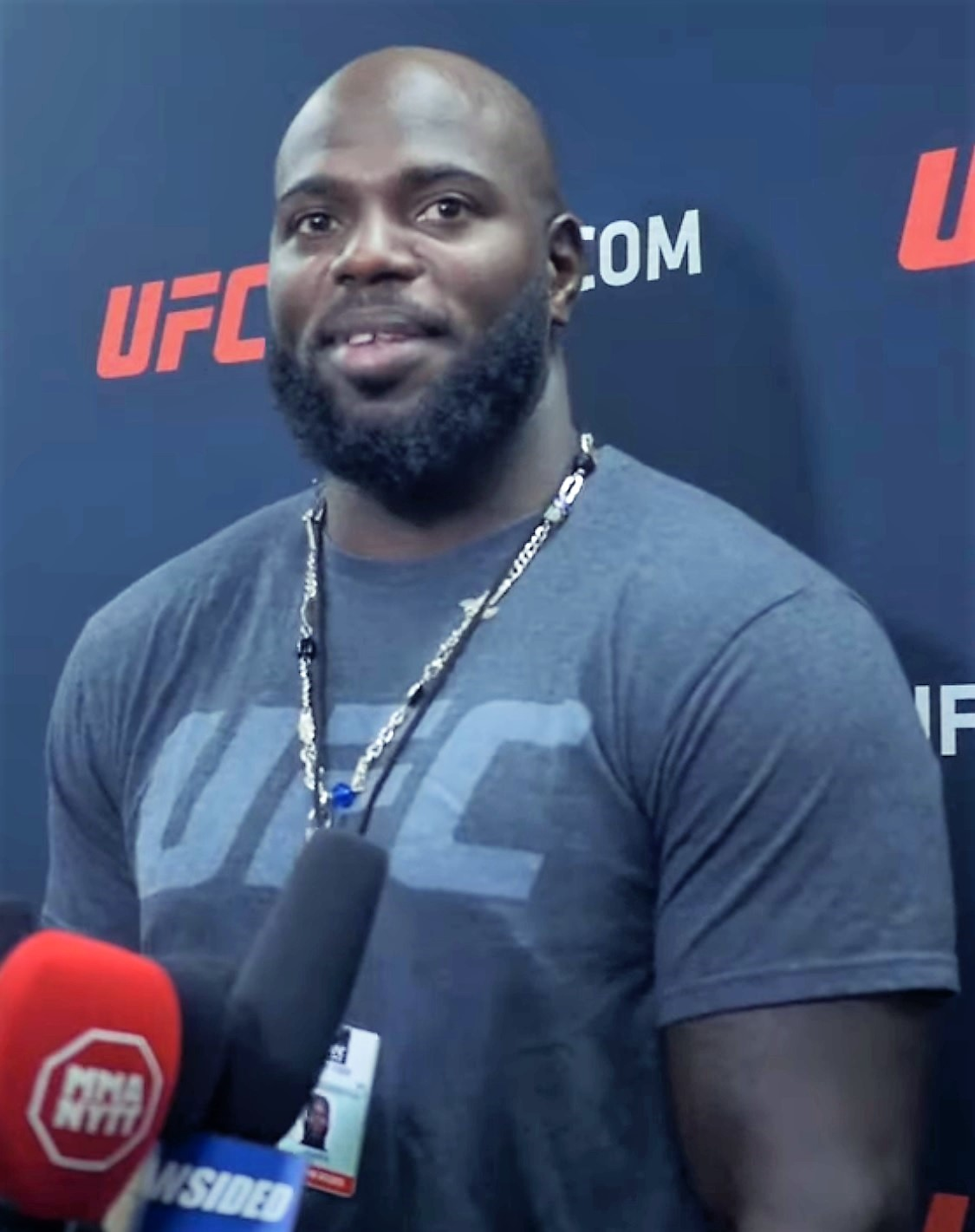

자이르지뉴 로젠스트루이크는 수리남의 종합격투기 선수이다.

## 종합격투기 전적
2019년 2월 2일, UFN 144에서 데뷔 상대로 주니어 알비니를 상대했는데 2라운드에 하이킥과 훅으로 KO승을 거두며 데뷔전부터 임팩트 있는 승리를 만들어냈다.
2019년 6월 22일, UFN 154에서는 바로 전 경기에서 미식축구 선수로 유명한 그렉 하디를 반칙승으로 이긴 앨런 크라우더를 9초 만에 카운터 잽으로 다운시킨 후 파운딩으로 KO시켰다. 이 경기로 인해 로젠스트루이크는 인지도를 얻게 되었다.